# Essential Teachings (könyv)
Az Essential Teachings (magyarul: Fontos tanítások) a 14. dalai láma, Tendzin Gyaco interjúiból összeállított könyv. Az interjúkból és előadásokból álló sorozat 1974-ben készült az indiai Bodh-Gaja városában, Gautama Buddha megvilágosodásának helyszínén, tibeti menekültekből és nyugati buddhistákból álló közönség előtt. A könyvben található bodhiszattva ösvényhez fűzött precíz kommentárjai lépésről lépésre elmagyarázzák a tibeti buddhizmus egy igen fontos tankönyvének a harminchét elemből álló gyakorlatát, amelyet az együttérzés fejlesztéséért és az összes érző lény szenvedéstől való megszabadításáért végeznek a buddhista gyakorlók.

## Tartalma
A könyv Togme Cangpo tibeti buddhista mester könyvével foglalkozik, a bódhicsitta fejlesztésével és a megvilágosodott tudattal. A könyv második részében a dalai láma elmagyarázza a Nágárdzsuna által alapított madhjamaka filozófiában használatos középút tanításait, Csandrakírti és más nagy, buddhista mester kommentárjain keresztül.